# Tomb Raider (sorozat)
A Tomb Raider (a.m. „Sírrabló”) akció-kalandjátéksorozat. Főhőse Lara Croft, egy műkincsek felkutatásával foglalkozó nő. A játéksorozat összesen nyolc egyedi, egy évfordulós, valamint négy kiegészítő kiadványból áll, és Windowson kívül több játékkonzolra is megjelent, emellett pedig három mozifilm is készült a játék alapján.

## Kezdetek
Az első játék 1996. október 30-án jelent meg a Core Design fejlesztőstúdió jóvoltából. A kornak megfelelően eredetileg férfi főhős állt a középpontban, azonban Toby Gard a figurát egy női kalandorra cserélte. A tervezett Laura Cruz nevet megváltoztatva lett Lara Croft a főhős. 1996 őszén látott napvilágot, és megjelenését szinte azonnal siker koronázta. A feszülő pólós, rövidnadrágos, mindkét kezében pisztolyt tartó Lara hamar népszerű lett a PC-s játékosok körében, azonban Gard még ebben az évben távozott a csapattól, mivel nem volt hajlandó a főhősből szexszimbólumot csinálni. Azonban a jogok ott maradtak az Eidos Interactive & Core Design páros kezében.
Lara alakja mellett a másik ok, ami hozzájárult a sikerhez, hogy ebben az időben ez volt az egyetlen 3D-s külső nézetes kalandjáték.
A játék nagy sikert ért el s több millió példányban kelt el világszerte. Így PC mellett megjelent a Sony Playstation játék konzolán és Sega Saturnon is. Évekkel később pedig az első rész a Nokia Ngage – főleg játékra tervezett – mobilján is elérhetővé vált.

## Old Gen és Next Gen
Generáció fejlődés szempontjából két csoportba sorolhatjuk a játékot: Old Gen és Next Gen. Az Old Gen csoportba az első részek, pontosabban az első öt rész (1996–2000) és annak kiegészítő játékai tartoznak a másik, Next Gen csoportba a hatodik rész és az őt követő epizódok (2000–?) tartoznak.

## Sikerek
Az 1996 novemberében megjelent első rész hatalmas sikert ért el. Nem sokkal később – kisebb grafikai változtatásokkal – 1997 őszén megérkezett a Tomb Raider II névre keresztelt második rész. Finomodott a grafika és az irányítás is. Először használhattunk járművet és még érdemes megemlíteni hogy a második részben még több emberi ellenfelet kaptunk. Kicsit megkésve, 1998 tavaszán megérkezett az első rész kiegészítője, amely Tomb Raider Gold névvel legálisan és ingyenesen letölthető volt.
A kiegészítő megjelenése után, 1998 őszén megjelent a Tomb Raider III: Adventures Of Lara Croft címmel fémjelzett harmadik rész. Tovább finomítottak a grafikán, több új jármű jelent meg. Bejárhattuk az egész földet Afrikától Nevadán keresztül egészen a fagyos Antarktiszig. Levezetésként 1999 tavaszán érkezett a szintén ingyenes második rész kiegészítője a Tomb Raider II Gold.
Mi tagadás, az első rész sikerét nem tudták a következő részek felülmúlni. Egyedül az 1999 őszén megjelent Tomb Raider – The Last Revelation névre keresztelt negyedik rész. Ez volt a leghosszabb rész közel 38 pályát tudhat magáénak. Nemcsak a grafikában fejlődött a játék sokat a harmadik rész óta, de a történet is jobban kidolgozott. Az eddigiekhez képest beláthatatlanul sok új pálya és új fegyverek jelentek meg. Történeti lezárása rajongók sokaságát sokkolta.
Rajongók nyomására a Core Design belekezdett az ötödik rész készítésébe, melynek a Tomb Raider Chronicles munkanevet adta, s amely összefoglaló epizódként funkcionált. A játék 2000 őszén jelent meg, de felvezetésként a játékosok megkapták ez év tavaszán a Tomb Raider – The Lost Artifact, valamint Tomb Raider – The Times a harmadik, illetve negyedik rész kiegészítőjét. Érdekesség még, hogy megjelent a Chronicles mellé egy pályaszerkesztő program is, mellyel a rajongók egyedi Tomb Raider pályákat készíthettek Lara Croft főszereplésével. Először fizetős volt, majd később ingyenesen letölthetővé vált.
A rajongóknak közel három évet kellett várniuk az új epizódra, amely végül 2003-ban jelent meg Lara Croft: Tomb Raider – The Angel Of Darkness néven. A következő generációs játék viszont nem váltotta be a hozzá fűzött reményeket, s a rajongók szemében bizony nagyot bukott. A játékba új irányítást csempésztek bele, mint például a lopakodás vagy párbeszéd és az ehhez köthető nyomozás. Érdekes volt még a karakter fejlődés, de sajnos ezt is elrontották, így Lara egyes feladatok révén tudott csak fejlődni, ha ezt kihagyta, akkor a játékos egy adott szinten megrekedt. A történet középpontjában egy gyilkosság állt, ami teljesen átalakította a hangulatot s a rajongók nem egy újabb kalandot kaptak, hanem egy akcióra kiélezett krimit. Emellett még hozzásegítette a játékot a sikertelenséghez, hogy meglehetősen sok hiba volt benne, valamint történetileg is félbeszakadt, hiszen több részesre tervezték. Ám mivel ezt a részt sikertelenség koronázta, így ezt a szálat nem folytatták.
Végül a játék sikertelensége volt az, ami az utolsó szeg volt – az egyébként is haldokló – Core Design koporsójába, valamint az Eidos Interactive eladásához vezetett. A Tomb Raider jogok átvándoroltak a Crystal Dynamics-hoz. Úgy tűnt Lara Croft és a Tomb Raider megbukott, s majd a feledés homályában eltűnik végleg.
A Crystal Dynamics azonban látott fantáziát még a játékban, s mivel náluk voltak a jogok, úgy döntöttek, belevágnak egy újabb játék megalkotásához, mindent az alapoktól kezdve. Pozitívumnak számított az is, hogy a csapathoz csatlakozott Lara Croft megálmodója, Toby Gard is. A munkálatok gőzerővel folytak. Ez idő alatt megjelentek képek a készülő munkából, ami szintén pozitív bizakodásra adott okot. A Crystal Dynamics még 2005 karácsonyán a fa alá akarta tenni az újjászületett Larát, azonban a megjelenést inkább 2006 áprilisára halasztották, hogy finomítsanak a játékon. Az eredmény nem maradt el: hatalmas siker övezte a Lara Croft: Tomb Raider Legend címmel megjelent játékot, mely a hagyományokat megőrizve teremtett új stílust a Tomb Raider világában.
A Crystal Dynamics azonban nem ült ölbe tett kézzel; így a játék tízéves évfordulójára elkezdte készíteni az első rész felújított változatát, amely Lara Croft: Tomb Raider 10th Anniversary Edition munkacímen futott. Fél év csúszással, 2007 tavaszán megjelent a Lara Croft: Tomb Raider Anniversary néven, amely teljes egészében adta vissza az első rész hangulatát – új grafikai köntösben. Ám a kor – és a piac – elvárásainak megfelelően némileg könnyebbre sikerült az eredetijénél.
A következő rész másfél évvel később, 3-4 hónappal az első tervezett kiadási időponthoz képest a karácsonyi vásárlási rohamra időzítve, 2008 novemberében jelent meg a Tomb Raider: Underworld címmel PC-re, PlayStation 3-ra, Xbox 360-ra, Wii-re és NDS-re. Eredetileg PlayStation 2-re is megjelent volna a többi platformra készült változattal együtt, de jócskán megkésve végül is 2009 elején jelent meg.

## Megjelenés platformok/OS-ek szerint
|                                     | Windows | MS-DOS | Linux | OS X (PPC) | OS X (Intel) | PS   | PS 2 | PS 3 | PS 4 | PSP  | Sega Saturn | Dreamcast | Game Boy Advance | Nintendo DS | GameCube | Mobile | N-Gage | i-OS | Android | Xbox | Xbox 360 | Xbox One | Wii  | N-Gage 2.0 | Shield TV |
| ----------------------------------- | ------- | ------ | ----- | ---------- | ------------ | ---- | ---- | ---- | ---- | ---- | ----------- | --------- | ---------------- | ----------- | -------- | ------ | ------ | ---- | ------- | ---- | -------- | -------- | ---- | ---------- | --------- |
| Tomb Raider                         | Igen    | Igen   | -     | Igen       | -            | Igen | -    | -    | -    | -    | Igen        | -         | -                | -           | -        | -      | Igen   | Igen | Igen    | -    | -        | -        | -    | -          | -         |
| Tomb Raider II                      | Igen    | -      | -     | Igen       | -            | Igen | -    | -    | -    | -    | -           | -         | -                | -           | -        | -      | -      | Igen | Igen    | -    | -        | -        | -    | -          | -         |
| Tomb Raider III                     | Igen    | -      | -     | Igen       | -            | Igen | -    | -    | -    | -    | -           | -         | -                | -           | -        | -      | -      | -    | -       | -    | -        | -        | -    | -          | -         |
| Tomb Raider – The Last Revelation   | Igen    | -      | -     | Igen       | -            | Igen | -    | -    | -    | -    | -           | Igen      | -                | -           | -        | -      | -      | -    | -       | -    | -        | -        | -    | -          | -         |
| Tomb Raider – Chronicles            | Igen    | -      | -     | Igen       | -            | Igen | -    | -    | -    | -    | -           | Igen      | -                | -           | -        | -      | -      | -    | -       | -    | -        | -        | -    | -          | -         |
| Tomb Raider – The Angel Of Darkness | Igen    | -      | -     | Igen       | -            | -    | Igen | -    | -    | -    | -           | -         | -                | -           | -        | -      | -      | -    | -       | -    | -        | -        | -    | -          | -         |
| Tomb Raider – Legend                | Igen    | -      | -     | -          | -            | -    | Igen | Igen | -    | Igen | -           | -         | Igen             | Igen        | Igen     | Igen   | -      | -    | -       | Igen | Igen     | -        | -    | -          | -         |
| Tomb Raider – Anniversary           | Igen    | -      | -     | -          | Igen         | -    | Igen | Igen | -    | Igen | -           | -         | -                | -           | -        | Igen   | -      | -    | -       | -    | Igen     | -        | Igen | -          | -         |
| Tomb Raider – Underworld            | Igen    | -      | -     | -          | Igen         | -    | Igen | Igen | -    | -    | -           | -         | -                | Igen        | -        | -      | -      | -    | -       | -    | Igen     | -        | Igen | Igen       | -         |
| Tomb Raider (2013)                  | Igen    | -      | Igen  | -          | Igen         | -    | -    | Igen | Igen | -    | -           | -         | -                | -           | -        | -      | -      | -    | -       | -    | Igen     | -        | -    | -          | Igen      |
| Rise of the Tomb Raider             | Igen    | -      | Igen  | -          | Igen         | -    | -    | -    | Igen | -    | -           | -         | -                | -           | -        | -      | -      | -    | -       | -    | Igen     | Igen     | -    | -          | -         |
| Shadow of the Tomb Raider           | Igen    | -      | Igen  | -          | Igen         | -    | -    | -    | Igen | -    | -           | -         | -                | -           | -        | -      | -      | -    | -       | -    | -        |          | -    | -          | -         |

## Történet

### Tomb Raider
Lara Croftot felkeresi egy Jacqueline Natla nevű nő, hogy kerítsen elő egy ősi, mérhetetlen hatalommal rendelkező tárgy három darabját, amely Scion néven ismert. Lara neki is lát a feladatnak. Útja során beutazza Perut, Görögországot, majd Egyiptomot, és veszélyek sokaságával néz szembe. A későbbiekben kiderül, hogy Natla az ősi Atlantisz harmadik uralkodója, aki egy "evolúciós fellendülést" kíván okozni a Scion erejével. Lara végül legyőzi Natlát, ezzel megmentve a világot.
- Kiegészítő: Tomb Raider Gold (Unfinished Business)
- Pályák száma: 15
- Megjelenés: 1996

### Tomb Raider II
Lara Croft most Xian tőrének nyomába ered. Az ereklye mágikus hatalommal bír, és képes sárkánnyá változtatni azt, aki elég bátor ahhoz, hogy a szívébe szúrja a tőrt. Ezt az ereklyét szeretné megszerezni Marco Bartoli is, aki a játék főgonosza. Lara kalandjai Kínában kezdődnek, majd eljut Velencébe, egy kőolajfűrő toronyba, egy elsüllyedt hajó roncsaiba, egy tibeti kolostorba, végül pedig egy varázslatos, Lebegő Szigetek néven ismert helyre. Larának sikerül legyőzni a sárkánnyá változott Marco Bartolit, majd hazaviszi Xian tőrét, hogy ne kerüljön rossz kezekbe.
- Kiegészítő: Tomb Raider II. Gold (The Golden Mask)
- Pályák száma: 18
- Megjelenés: 1997

### Tomb Raider III
Több millió évvel ezelőtt egy meteor csapódott a földbe, amiből négy (a kiegészítőből kiderül, hogy valójában öt) mágikus amulett esett ki. Dr. Willard-Natlához hasonlóan- evolúciós fellendülést akar kiváltani az amulettek segítségével. A kalandok több helyszínen játszódnak: a játék egy indiai dzsungelben kezdődik, majd (a játékos által választott sorrend szerint) egy nevadai sivatagban, London negyedeiben, illetve a déli szigeteken folytatódik. Az utolsó meglátogatott hely Antarktisz, ahol Willard az amulettek segítségével egy hátborzongató, pók-szerű lénnyé változik. Lara sikeresen legyőzi őt, majd elviszi az amuletteket. 
- Kiegészítő: Tomb Raider III. Gold (The Lost Artifact)
- Pályák száma: 19 + 1 rejtett
- Megjelenés: 1998

### Tomb Raider – The Last Revelation
Kietlen síkság, homokviharok, skorpiók, tevék. Ez jellemzi Egyiptomot. Lara története is itt kezdődik. Véletlenül szabadon enged egy Seth nevű egyiptomi istent, akit vissza kell zárnia. Közben kénytelen egykori mesterével, Werner Von Croy-jal versenyt futni egy egyiptomi ereklyékért, miközben különös dolog veszi kezdetét. 
- Kiegészítő: Tomb Raider – Times Exclusive Level
- Pályák száma: 38
- Megjelenés: 1999

### Tomb Raider Chronicles
Lara Croft eltűnt. Feltételezések szerint meghalt. Egy viharos napon barátai összegyűlnek, hogy emlékének adózhassanak. Felidézik Lara elmúlt kalandjait, valamint megosztják véleményüket és félelmüket Von Croy-ról.
- Kiegészítő: Nincs
- Pályák száma: 13
- Megjelenés: 2000

### Lara Croft: Tomb Raider – The Angel Of Darkness
Lara Croft visszatért! Most Egyiptom tájait otthagyva, Franciaország utcáit bóklássza, hogy kiderítse, ki a felelős hajdani mentorának haláláért. Eközben a titokzatos Obscura-festmények nyomába ered, azonban feltűnik egy rivális ereklyevadász is.
- Kiegészítő: Nincs
- Pályák száma: 33
- Megjelenés: 2003

### Lara Croft: Tomb Raider Legend
Lara ismét itt van. Szinte át kell utazni a földkerekséget, hogy megtalálja a Föld legnagyobb fegyverét, s ezt megvédje egykori barátjától, Amanda Avert-től, hiszen olyan legendás erővel bír, amely az egész emberiség létét fenyegeti.
- Kiegészítő: Nincs
- Pályák száma: 8
- Megjelenés: 2006

### Lara Croft: Tomb Raider Anniversary
Lara Croftot felkeresi Natla, hogy kerítsen elő egy ősi tárgy három darabját,amely Scion néven ismert. Lara neki is lát a feladatnak, hogy előkerítse az ereklyét. Útja során szinte beutazza az egész világot és veszélyek sokaságával néz szembe. A legelső játék felújítása.
- Kiegészítő: Nincs
- Pályák száma: 14
- Megjelenés: 2007

### Lara Croft: Tomb Raider Underworld
Lara Croft személyes ügyben nyomoz, az anyját akarja felkutatni, ezért Thor kalapácsát keresi, hogy megnyisson egy kaput Avalonba. Lara el is kezdi, de közben régi ismerősök is pályáznak a kalapácsra, többek között Natla és Amanda is.  Natla hátba szúrja Amandát, majd eindul, hogy felkeltsen egy Midgard kígyó nevű szerkezetet, ami az egész világot veszélybe sodorhatja. Lara legyőzi Natlát, és megsemmisíti a kalapácsot. 
- Kiegészítő: Beneath the Ashes (Xbox 360), Lara's Shadow (Xbox 360)
- Pályák száma: 8

1. Croft Manor (Croft Birtok , bevezető pálya)
2. Mediterranean Sea (Földközi tenger, Thor egyik kesztyűje)
3. Coastal Thailand (Thaiföld partjai, megtudjuk: Thor második kesztyűjének helye)
4. Croft Manor (Croft Birtok, Thor második kesztyűje, amelyet apja Richard James Croft hagyott rá)
5. Southern Mexico (Dél-Mexikó, Thor öve)
6. Jan Mayen Islands (Jan Mayen-szigetek, Thor kalapácsa: Mjölnir)
7. Andaman Sea (Adamán tenger, megtudjuk: Helheim pontos helyét)
8. Artic Sea (Északi tenger, megtaláljuk anyánkat, főellenség legyőzése)

- Megjelenés: USA: 2008. november 21.; Európa: 2008. november 18. (PlayStation 2: Európa: 2009. január 23.; USA: 2009. március 3.)

Megjelent az alábbi platformokra: Windows, PlayStation 2, PlayStation 3, Xbox 360, Wii, NDS.

### Tomb Raider
Amikor a japán partok közelében egy hirtelen támadt vihar elpusztítja kutatóhajóját, a fiatal és tapasztalatlan Lara Croft egy távoli, titokzatos szigeten találja magát. A változatos élővilágára utaló jelek ellenére a sziget furcsamód elhagyatottnak tűnik, és amikor hősnőnk különös hangokat hall az árnyak felől, kényelmetlen érzés lesz úrrá rajta. 
Csupán eltökéltségére, lelkierejére és fortélyosságára támaszkodva Larának felül kell kerekednie a nehéz és könyörtelen utazás kihívásain, mely a hatalmas sziget pusztaságán át a múlt klausztrofóbiás és baljóslatú, földalatti sírjaiba vezet. Végül fény derül az igazságra: a természetellenes időjárás, és egyéb furcsaságok mögött Himiko, egy ősi, élőhalott királynő áll, aki Samet (Lara barátját) használva szeretne visszatérni az élők sorába. Lara legyőzi őt, majd hazatér a barátaival.
A Tomb Raider eme részében Lara Croft kalandornővé válásának történetét ismerhetjük meg. A játék menete során alakulnak ki azok a képességei, amelyeket az eddigi részekben már megismerhettünk, majd a játék végére igazi kalandornővé válik főhősünk.
A komoly csaták és veszélyekkel teli kutatás során Larának legjobb tudására és képességeire szüksége lesz ahhoz, hogy alkalmazkodjon a körülményekhez, és elmeneküljön a minden mozdulatát követő, életveszélyes ragadozók elől.
A játék az alábbi platformokra jelent meg: PlayStation 3, PlayStation 4, Xbox 360, Xbox One, Windows, OS X, Linux, Shield TV.
- Megjelenés: 2013. március 5.

### Rise of the Tomb Raider
A 2013-as Tomb Raider reboot folytatása a Rise of the Tomb Raider, amelyben Lara Croft újabb misztikus kalandokba keveredik. A Yamatai szigetén átélt események hatására hősnőnk elmerül a miszticizmusban és az örök élet titka után kezd kutatni. A nyomok Szibériába vezetnek. A történetben visszaemlékezéseiből fény derül arra, hogy miként kutatta apja egy csodálatos legenda nyomait Szíriában, mikor Lara kislány volt. Az apja nyomdokain kutatva egy Prófétának nevezett középkori férfi legendája után nyomoz, közben pedig egyre több utalásra bukkan, mely az örök élet forrásának létezésére utal. Kutatásai közben felbukkannak a magukat (Szent Háromságnak) nevezett titkos szervezet tagjai, akik Larát követve, és az ő kutatásait felhasználva jutottak a titokzatos legenda nyomára. Vad hajsza veszi kezdetét, és az ember életet sem kímélő versenyben Lara Croftnak ismét bizonyítania kell, hogy érdemes apja örökségére.
A fantasztikus látványelemekkel fűszerezett akciójáték, ( melynek irányítása szinte 100%-ban az előző részre épült ) csodálatos tájakon és kalandokon visz keresztül. A Rise of the Tomb Raider igényli a játékos összes ügyességét. A jól megtervezett menürendszer lehetővé teszi a fegyvereink, ruházatunk, gyógyszereink és összes tárgyunk rendszerezését és fejlesztését a játék során. Az előző részhez hasonlóan, lehetőségünk van az összes elrejtett artifact, illetve titkos tárgy felkutatására, melyek teljesítése újabb bónuszokhoz, és extrákhoz juttatja a játékot. A játékfejlesztők több izgalmas DLC-t, és kiegészítőt adtak ki a Rise of the Tomb Raider-hez, mely még több fantasztikus kalandot és megnyújtott játékidőt biztosít a felhasználó örömére.
A játék az alábbi platformokra jelent meg: PlayStation 4, Xbox 360, Xbox One, Windows, macOS, Linux.
- Megjelenés: 2015. november 10.

### Shadow of the Tomb Raider
Ez a 2013-as Tomb Raider és a 2015-ös Rise of the Tomb Raider harmadik része. Lara akaratlanul egy apokalipszist okozott, amit meg kell állítania. Eközben ismét összetűzésbe kerül a Szent Haromság tagjaival. 
A játék az alábbi platformokra jelent meg: PlayStation 4, Xbox One, macOS, Windows, Linux.
- Megjelenés: 2018. szeptember 14. (PlayStation 4, Xbox One, Windows).
- Megjelenés: 2019. (macOS, Linux).

## Letölthető részek

### Lara Croft and the Guardian Of Light
Ez a játék – ahogy címében a Tomb Raider előtag elhagyásából is kitűnik – nem a klasszikus sorozat része. A fejlesztőgárda (még a Square-Enix egyesülés előtt) mintegy próbálkozásként indította be a projektet, és ez az első alkalom, hogy Larával co-op módban játszathatunk majd. Jellemzők lesznek a fixált kamerák, pontgyűjtés, és az újrajátszhatósági lehetőség. A környezet természetesen az előző részeket idézi.
A másik játszható karakter Totec, egy maja törzstag. A történet szerint – mely a játék stílusa és alacsony költségvetés miatt a szokásosnál kevésbé hangsúlyos – majd' 2000 évvel ezelőtt a jó és a rossz seregei között folytonos csata zajlott a Füst Tükréért (Mirror of Smoke). E nagy hatalmú tárgy a birtokosa a napszakokat tudja irányítani: ha úgy tartja kedve, akkor marad a normális felállás, de ha gonosz kézbe kerül, akár az egész világra örök sötétséget boríthat.
Napjainkra visszatérve, Lara Croft épp Közép-Amerika hegységeiben kalandozik, mikor rábukkan a Fény Templomára, majd nem sokkal később rátalál a Füst Tükrére is. Nem tudván, hogy egy társaság is a nyomában volt, ellopják tőle a relikviát, és kiszabadítják a benne szunnyadó gonoszt, Xolotl-t.
A játék alapkövei a sok trükkös feladvány (speciális kapuk, csapdák, vesszőfutás), a jó tempójú játékmenet és a csapatmunka. A játék 14 pályáját a fejlesztők 8 órás játékmenetre állították be, ami a kitűzött cél (gyors végigjátszás vagy trófeák (awards), kincsek begyűjtése) szerint változhat.
A megjelenés előtt öt – külön megvásárolható – kiegészítőt jelentett be a kiadó, két karakter csomagot, mellyel Larát és Totec-et cserélhetjük le más ismert sorozatok szereplőire, és három pályacsomagot, új helyszínekkel és (csak utalva) "harci élményere befolyással levő kiegészítésekkel".
Az új irányvonal és az alacsony költségvetés ellenére kritikusok az első Tomb Raider epizódok óta nem látott pozitív fogadtatásban részesítették az "új részt" (a vezető játékos portáloktól átlagosan 85-90% körüli értékelést kapott), és reményüket fejezték ki abban, hogy a sikerből tanulnak a fejlesztők, és ez hatással lesz a Tomb Raider jövőbeni részeire is.
- Megjelenés: Xbox 360: 2010. augusztus 18. PS3 és PC: 2010. szeptember 28.

### Lara Croft and the Temple of Osiris
- Megjelenés: 2014. december 9. (Xbox One, PlayStation 4, PC)

## Lara Croft a mozikban
A rendezők a játéksorozat sikerét meglovagolva Lara Croftot „kirakták” a mozivászonra is. Az első filmet 2000-ben forgatták, majd 2001-ben került a mozikba. A főszerepet Angelina Jolie alakította, s ennek köszönhetően ő a leghíresebb Lara Croft arc a sok közül. A film kritikai fogadtatása erősen negatív volt; negatív elismerést jelentő díjakra is jelölték, azonban üzletileg sikeresnek bizonyult. A Tomb Raider volt az első olyan film, amelyet videójáték alapján készítettek és nem bukott meg [forrás?].
Érdekessége, hogy ez volt az első film, amelyben Jolie együtt szerepelt apjával, John Voighttal. A történet középpontjában egy óra áll, amelyet Lara talál a házában, és amely szorosan kötődik apjához. Larának meg kell találnia a fény háromszögét, mielőtt az az Illuminati nevű, világuralomra törő titkos társaság kezébe kerülne. A folytatás 2003-ban, szinte egyidőben érkezett a videójáték hatodik részével. A film a Lara Croft: Tomb Raider – Cradle of Life, magyar fordításban: Az élet bölcsője. Sokkal hosszabb és látványosabb[forrás?] volt az elődjénél. Lara ebben a részben Pandora szelencéje után kutatott.

## Érdekességek és "húsvéti tojások"
- Lara a Shadow Warrior nevű DOS-os játékban megtalálható leláncolva a cellában (majdnem a játék végén) a "Dark Woods of the Snake" pályán.
- A Tomb Raider II gyakorlópályáján belül van Lara hálószobájában egy ajtó, amit csak kulccsal lehet kinyitni. Ez az ő fegyverszekrénye, amihez nem található kulcs, ugyanis az ajtót csak az utolsó pályán lesz majd szükség kinyitni (ami Lara háza lesz éjszaka, "Home Sweet Home" névre elkeresztelve).